# Lavoûte-Chilhac
Lavoûte-Chilhac é uma comuna francesa na região administrativa de Auvérnia-Ródano-Alpes, no departamento de Alto Loire. Estende-se por uma área de 3,62 km². Em 2010 a comuna tinha 281 habitantes (densidade: 77,6 hab./km²).

## Link
- Lavoûte-Chilhac